# Epidendrum ypsilum
Epidendrum ypsilum är en orkidéart som beskrevs av Eric Hágsater och E.Santiago. Epidendrum ypsilum ingår i släktet Epidendrum och familjen orkidéer.
Artens utbredningsområde är Peru. Inga underarter finns listade i Catalogue of Life.